# Ryan Hedges
Ryan Peter Hedges (ur. 8 lipca 1995) – walijski piłkarz występujący na pozycji napastnika w Blackburn Rovers w EFL Championship.

## Kariera klubowa

### Swansea City
Hedges dołączył do Swansea City z Flint Town United w lipcu 2013, będąc częścią drużyny U21 w sezonie 2013/14. 

### Wypożyczenia

#### Leyton Orient
W styczniu 2015 Hedges dołączył do występującego w EFL League One Leyton Orient na zasadzie miesięcznego wypożyczenia. Debiut dla klubu zaliczył 24 stycznia 2015 w meczu przeciwko Colchester United. Po dobrym starcie w barwach Orient jego wypożyczenie zostało przedłużone do końca sezonu 2014/15. Pierwszego ligowego gola strzelił 28 lutego 2015, w zwycięstwie 2-0 nad Walsall.

#### Stevenage
W lutym 2016 Hedges dołączył do Stevenage na zasadzie miesięcznego wypożyczenia. W marcu 2016 wypożeczenie zostało przedłużone o kolejny miesiąc.

#### Yeovil Town
W lipcu 2016 Hedges dołączył do Yeovil Town na zasadzie 6-miesięcznego wypożyczenia. W styczniu 2017 Hedges został odwołany z wypożyczenia.

### Barnsley
31 stycznia 2017 Hedges dołączył na stałe do występującego w EFL Championship Barnsley za nieujawnioną opłatą, podpisując 2,5-roczny kontrakt. Pierwszego gola dla klubu strzelił 5 sierpnia 2017 w przegranym 3-1 meczu przeciwko Bristol City.

### Aberdeen
1 lipca 2019 Hedges dołączył na zasadzie wolnego transferu do występującego w szkockiej Premiership Aberdeen, podpisując 3-letni kontrakt. Swojego pierwszego gola dla klubu strzelił 4 sierpnia 2019 w wygranym 3-2 meczu przeciwko Hearts. 27 sierpnia 2020, w wygranym 6-0 meczu pierwszej rundy kwalifikacyjnej Ligi Europy przeciwko NSÍ Runavík, Hedges strzelił pierwszego hat-tricka w swojej karierze.

### Blackburn Rovers
30 stycznia 2022 Hedges dołączył do występującego w EFL Championship Blackburn Rovers za nieujawnioną opłatą, podpisując 3,5-roczny kontrakt. Pierwszego gola dla klubu strzelił 13 września 2022 w wygranym 2-0 meczu przeciwko Watford.

## Kariera reprezentacyjna
Hedges zaliczył swój debiut dla seniorskiej reprezentacji Walii 14 listopada 2017, wchodząc z ławki rezerwowych w zremisowanym 1-1 meczu przeciwko reprezentacji Panamy.
Wcześniej reprezentował on Walię na poziomach U-19 i U-21.